# Zimowe Igrzyska Paraolimpijskie 1984
III Zimowe Igrzyska Paraolimpijskie odbyły się w austriackiej miejscowości Innsbruck w dniach 14–20 stycznia 1984. Pierwszy raz sport pokazowy odbywał się podczas Zimowych Igrzysk Olimpijskich w Sarajewie i trzydziestu narciarzy wystartowało w slalomie gigancie.

## Państwa biorące udział w III ZIP
| - Australia - Austria - Belgia - Czechosłowacja - Dania - Finlandia - Francja - Hiszpania - Holandia - Japonia - Jugosławia | - Kanada - Nowa Zelandia - Norwegia - Polska - RFN - Stany Zjednoczone - Szwecja - Szwajcaria - Wielka Brytania - Włochy |

## Klasyfikacja medalowa
| Klasyfikacja medalowa |                   |       |        |      |       |
| Pozycja               | Państwo           | Złoto | Srebro | Brąz | Razem |
| 1                     | Austria           | 34    | 19     | 17   | 70    |
| 2                     | Finlandia         | 19    | 9      | 6    | 34    |
| 3                     | Norwegia          | 15    | 13     | 13   | 41    |
| 4                     | RFN               | 10    | 14     | 10   | 34    |
| 5                     | Stany Zjednoczone | 7     | 14     | 14   | 35    |
| 6                     | Szwecja           | 7     | 2      | 5    | 14    |
| 7                     | Szwajcaria        | 5     | 16     | 16   | 37    |
| 8                     | Francja           | 4     | 2      | 0    | 6     |
| 9                     | Polska            | 3     | 2      | 8    | 13    |
| 10                    | Kanada            | 2     | 8      | 4    | 14    |